# 鹿児島市平川動物公園
鹿児島市平川動物公園（かごしましひらかわどうぶつこうえん）は、鹿児島県鹿児島市平川町にある動物園。同園には遊園地が併設されている。

## 概要
鹿児島市平川町に位置し、園内の東側に五位野川が流れている。
園内に入ると、桜島、錦江湾を背景にマサイキリンなどがいるアフリカ園、フライングケージやリスの森などの無柵放養式展示の施設が多い。
1984年（昭和59年）には、多摩動物公園、東山動物園とともに日本で初めてクイーンズランドコアラが来園し、1997年（平成9年）5月には、コアラ6世が誕生し話題になった。
園では、特別天然記念物のアマミノクロウサギやルリカケス・ナベヅル・エラブオオコウモリなどの郷土特有の動物の繁殖にも成功している。
2009年度から2015年度まで7年計画で総額約43億円を投じ、生態観察展示にリニューアルを行っている。改修は、カバ舎、世界のクマゾーン、マントヒヒ・バーバリーシープゾーン、アフリカの草原ゾーン、野生のイヌ・ネコゾーン、インドの森ゾーンなど。ゾウ舎前では温泉の掘削を行う。この改修により、集客が増加に転じ、2011年度は63万人となった。
- 総面積：314,000m2
- 飼育動物数：140種1,000頭
- 入園料：一般（高校生以上）500円、小・中学生100円。団体割引あり（20人以上）。未就学児・70歳以上の鹿児島市民、身体障害者（条件あり）は無料。

※鹿児島市、北九州市、福岡市、熊本市による交流連携協定に基づき、70歳以上の北九州市民、福岡市民、熊本市民も無料。
- 開園時間：9:00〜17:00
- 休園日：12月29日〜1月1日

## 歴史

### 鴨池動物園
前身の鴨池動物園は鹿児島市鴨池二丁目にあり、島津家の別荘があった場所で、1916年（大正5年）に鹿児島電気軌道によって開設された日本で4番目の動物園であった。
1928年（昭和3年）に鹿児島電気軌道が鹿児島市に買収され動物園も市営となった。
1956年（昭和31年）には「誰にもわかる科学博覧会」を開催し、その益金で水族館が併設されることになり、1957年（昭和32年）に着工し、1958年（昭和33年）6月に開館した。
動物園の移転が取り上げられるようになったのは1966年（昭和41年）頃のことである。1960年（昭和35年）2月の都市計画事業で園内を高架で横切っていた鹿児島市電が路面に敷設した軌道敷となり、同年6月の工事の完成で園内は完全に二分された。敷地は手狭になり周囲も市街地化が進んだため、1969年度（昭和44年度）に動物園移転調査費が計上された。鹿児島市都市計画部は古屋敷、平川、慈眼寺、吉野、伊敷の5箇所を候補地とし、最終的に古屋敷地区が選定されたが土地価格で折り合いがつかず、平川の五位野地区平床で土地買収が進められた。
東京農業大学育種学研究所の近藤典生に設計を依頼し、1970年（昭和45年）3月31日に「鹿児島市動物公園の基本設計構想」が提出され、1971年（昭和46年）4月5日に着工式が行われた。
そして、鴨池動物園は1972年（昭和47年）2月29日で閉園となった。平川町移転でモノレールや飛行塔、ミラーハウスなど遊園地の遊具は移設されたが、水族館は移設されなかった（飼育していた魚類は与次郎ヶ浜埋立地に建設中だった水中レストランに運ばれた）。
跡地は1975年（昭和50年）5月16日に一般競争入札が行われ竹中工務店が落札した。そして同年7月11日に大型商業施設・鹿児島ショッパーズプラザが開業した（のちにダイエー鹿児島店を経て、イオン鹿児島鴨池店）が、イオン鹿児島鴨池店は2024年（令和6年）8月31日に閉店し、跡地はイオングループにより再開発が行われる事になった。跡地のうち北西の一角は鴨池児童公園（鹿児島市鴨池2丁目）として残されており当時の門柱が残っている。

### 開園
当初、1972年4月開園の予定だったが、いったん同年8月となり、最終的に同年10月14日に決定した。動物輸送は前月の9月20日に開始し9月27日に終了した。
開園を記念し、1972年10月6日にローランドゴリラとクロサイ、同7日にキリン、同9日にホッキョクグマ、ワニ類、フラミンゴが加わり、新規購入した21種類128点を加えた142種類601点での開園となった。

### 沿革
- 1916年 - 鹿児島電気軌道が鴨池動物園として開園（日本で4番目の動物園）[2]。
- 1928年 - 鹿児島市の鹿児島電気軌道買収により市営となる。
- 1972年10月14日 - 平川町に移転し、平川動物公園としてリニューアルオープン[3]。
- 1974年 - 国内で初めてセイケイの繁殖に成功する。
- 1975年 - 国内で初めてヘラサギの繁殖に成功する。
- 1977年 - 国内で初めてカピバラの繁殖に成功する。
- 1981年 - 世界最高齢のツキノワグマの雌（推定36歳）が死亡。
- 1982年 - 国内で初めてナベヅル、ルリカケスの繁殖に成功する。
- 1984年 - オーストラリアからコアラ来園。これを記念してソフトクリームの「コアラこんにちは」[5]「コアラ音頭」という楽曲が制作された。
- 1986年 - コアラ繁殖。
- 1990年 - 世界最高齢のヒマラヤグマ「サチコ（推定36歳）」が死亡。
- 1992年 - アマミノクロウサギの飼育研究で古賀賞を受賞。
- 1993年 - 国内で初めてエラブオオコウモリの繁殖に成功する。
- 1999年 - 国内で初めてヨツユビハリネズミの繁殖に成功する。
- 2000年 - 国内で初めてソデグロヅルの人工授精に成功する。
- 2002年 - コアラふれあいの森が完成。
- 2007年 - 入園者が2,000万人に達成。
- 2009年 - リニューアル工事開始。
- 2012年 - 日本最高齢オランウータン「エミ」メスが死亡。推定49歳。[6]
- 2018年 - ホワイトタイガー2匹と交換し、コアラ2匹が来園[7]。
- 2024年5月28日 - ライオンの「ジオン」が死亡し、当園にライオンがいなくなる[8]。
- 2025年10月1日 - 公平性を図る目的で値上げと市外料金の新設予定[9]。

## 施設と飼育動物
- アフリカの草原ゾーン

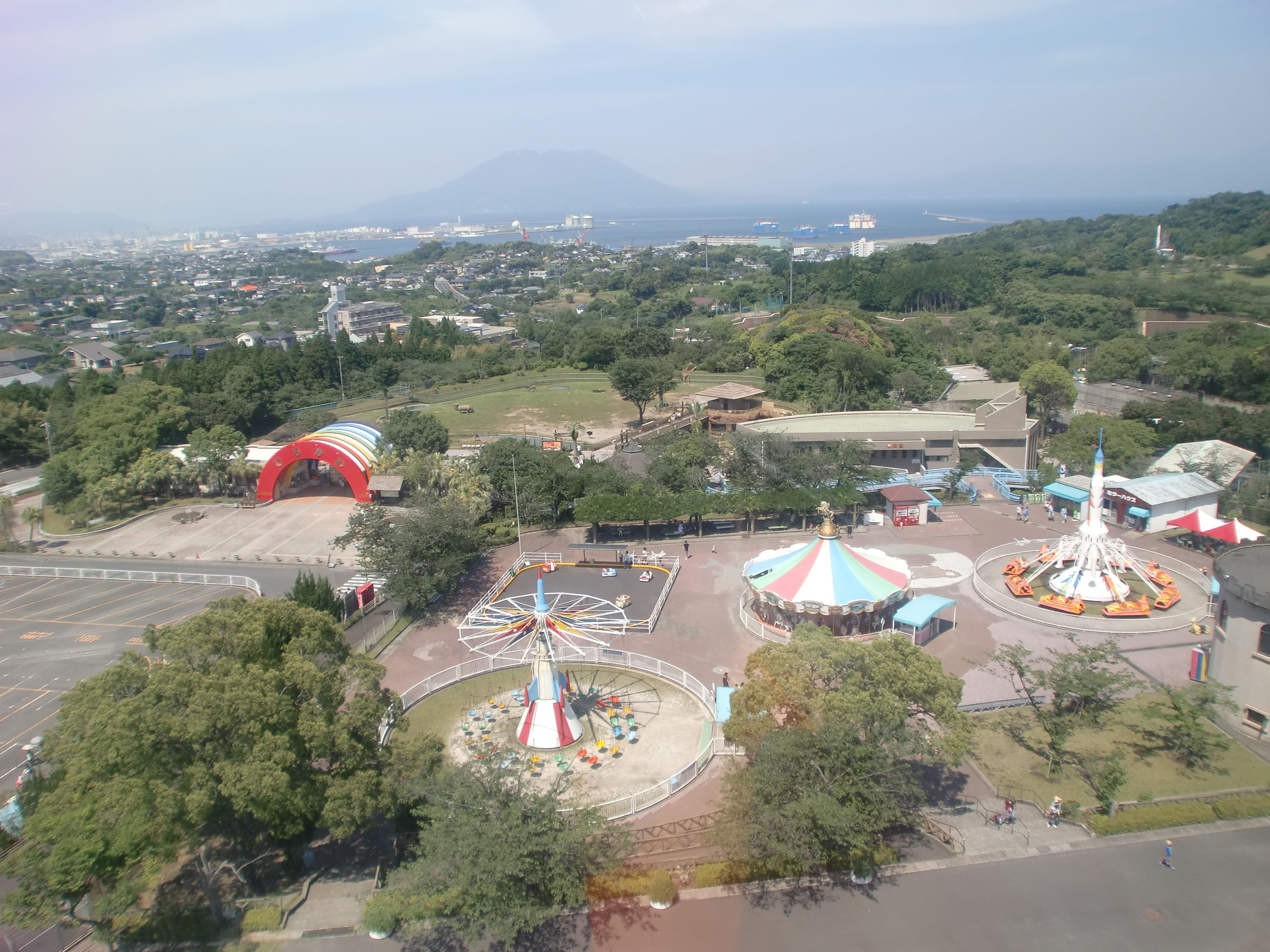
高台にある遊園地から園内および桜島方面を眺める。

  - 飼育動物 - エジプトガン、ヨーロッパフラミンゴ、カバ、マサイキリン、チャップマンシマウマ、ミナミシロサイ、ダチョウ、ヒガシクロサイ
- 野生のイヌ・ネコゾーン
  - 飼育動物 - クロジャガー、シンリンオオカミ、ベンガルトラ、ホワイトタイガー、ライオン、ベンガルヤマネコ、ヤブイヌ
- 世界のクマゾーン
  - 飼育動物 - ニホンツキノワグマ、マレーグマ、エゾヒグマ、ホッキョクグマ、カリフォルニアアシカ、ヒトコブラクダ、コシベニペリカン
- インドの森ゾーン
  - 飼育動物 - インドゾウ、インドクジャク、シロクジャク、ビントロング、マントヒヒ、バーバリーシープ
- シカ展示場
  - 飼育動物 - ダマジカ、キュウシュウジカ、マゲシカ、ハナジカ
- 南米の自然（草原）ゾーン
  - 飼育動物 - カピバラ、チリーフラミンゴ、ベニイロフラミンゴ、ブラジルバク、マーラ、リャマ
- 世界のサルゾーン
  - 飼育動物 - オランウータン[10]、チンパンジー、シロテテナガザル、アビシニアコロブス、シシオザル、パタスモンキー、マンドリル、ニホンザル、フサオマキザル、ワオキツネザル、フクロテナガザル、ブラックザエノンなど
- かごしまの動物ゾーン（平成25年春オープン）
  - 飼育動物 - エラブオオコウモリ、ニホンアナグマ、ニホンイノシシ、キツネ、タヌキ、ムササビ、キュウシュウノウサギ、ホンドフクロウ、ルリカケスなど
- 不思議な動物ゾーン（平成25年春オープン）
  - 飼育動物 - オジロワシ、トキイロコンドル、アルダブラゾウガメ、エジプトルーセットオオコウモリ、ショウガラゴ、ミシシッピーワニ、アフリカニシキヘビ、カミツキガメ、ワニガメ、メガネカイマン、ホンドテン、ホウシャガメなど
- オーストラリア園・コアラ舎
  - 飼育動物 - アカカンガルー、エミュー、オオカンガルー、コアラ、ベネットアカクビワラビー、コクチョウ
- ふれあいランド
  - 飼育動物 - アライグマ、プレーリードッグ、フンボルトペンギン、トカラウマ、トカラヤギ、ミーアキャット、ロバ、コツメカワウソなど
- 南アメリカの自然（森）ゾーン（平成25年整備予定）
  - 飼育動物 - フタユビナマケモノ、リスザル、ワタボウシパンシェ、キンカジューなど
- フライングケージ
  - 飼育動物 - ショウジョウトキ、オシドリ、カルガモなど
- 世界のツルゾーン（平成26年秋オープン予定）
  - 飼育動物 - レッサーパンダ、ホオカザリヅル、ハゴロモヅル、オオヅル、ソデグロヅル、マナヅル、カナダヅル、アネハヅル、クロヅル、オグロヅル、カンムリヅル、ホオジロカンムリヅル、タンチョウ
- しょうぶ園
- こども動物図書館
- 休養広場
- 遊園地

## 事件・事故
- 2018年10月8日、男性職員1名が飼育しているホワイトタイガー「リク」に襲われ、救急搬送されたが[11]、その後死亡する事故が発生した[12][13]。尚、翌日はトラ舎を含む一部のエリアで客の立ち入りを規制した上で通常営業した[14]。 園長は遺族から「(リクを)平川で飼育してください」と言われたことを明らかにし、殺処分せずに飼育を続ける考えを示した[15]。公園内での死亡事故は1972年の開園以来、初のことである[16]。

- 2020年12月15日、20代の女性飼育員がクロヒョウの爪で側頭部等を負傷し、市内の病院に搬送される事故が発生した[17]。

## 遊園地
- 大型遊具にメリーゴーランド、観覧車、ゴーカート、チェーンタワー、飛行塔、ミラーハウスがある（のりもの券の販売は16時40分まで）[18]。
- 園内にある遊園地には、国鉄C57形蒸気機関車151号機と鹿児島市交通局500形510号が保存されている。

## 報道

### TV
NHK
- ザ・バックヤード 知の迷宮の裏側探訪「鹿児島市平川動物公園」回（NHK教育、2025年5月21日付）[19]

## 交通アクセス

### 自家用車
- 鹿児島市中心市街地より約40分。
- 鹿児島空港より約80分。
- 指宿スカイライン・谷山ICより約15分。

### バス
- 鹿児島駅前、または水族館バス停（桜島フェリーターミナルそば）より、鹿児島交通バス『動物園』行きで約60分。

### 鉄道
- JR鹿児島中央駅より指宿枕崎線「五位野駅」下車、徒歩20分。

## 周辺施設
- 錦江湾公園